# Élections législatives bosniennes de 2010
Les élections législatives bosniennes de 2010 se sont tenues le 3 octobre 2010 pour élire 42 représentants à la Chambre des représentants. Elles se sont tenues dans le cadre des élections générales bosniennes de 2010.